# Floresta Azul
Floresta Azul es un municipio brasileño del estado de Bahía. Su población estimada en 2004 era de 10.421 habitantes.